# Cattedrale della Santissima Trinità (Port-au-Prince)
La cattedrale della Santissima Trinità (Cathédrale de la Sainte-Trinité de Port-au-Prince) è il principale luogo di culto della Chiesa Episcopale di Haiti e costituisce una delle 110 diocesi della Chiesa Episcopale degli Stati Uniti d'America (Provincia II).

## Storia e descrizione
La chiesa, costruita nei primi anni 'Cinquanta, sorgeva a Port-au-Prince ed è stata completamente distrutta durante il terremoto del 12 gennaio 2010. Aveva una decorazione originale di arte naïf che si componeva di dipinti murali nell'abside e nelle navate laterali realizzati da diversi pittori haitiani come Philomé Obin, Castera Bazile, Rigaud Benoit, Gabriel Leveque, Adam Leontus, Wilson Bigaud, Jasmin Joseph e Reeve Duffaut.
Nel marzo del 2011, Olsen Jean Julien e Richard Kurin, rispettivamente, direttore del Centro di recupero beni culturali e Vice Segretario della Smithsonian Institution, hanno annunciato l'imminente ricostruzione della Cattedrale, che sarà associato ad un monumento unico.